# I Can Hear Music
«I Can Hear Music» es una canción escrita por Jeff Barry, Ellie Greenwich y Phil Spector, originalmente hecha para el grupo The Ronettes en 1966. Más tarde The Beach Boys (grupo en el cual Brian Wilson conocía a Phil Spector), quién grabó su propia versión en 1969, que fue incluida en el álbum 20/20. Freddie Mercury bajo el seudónimo de Larry Lurex editó su propia versión en 1973.

## Versión de The Beach Boys
El estilo de los instrumentos típicos de orquesta en "I Can Hear Music", es el clásico utilizado en las producciones de Phil Spector antes de retirarse del negocio de la música. Es considerada, a veces, como una canción de "música surf" en lugar de un Wall of Sound o un Brill Building, debido al considerable éxito que obtuvo gracias a la versión de The Beach Boys.
Originalmente, la canción fue lanzada por The Ronettes en un sencillo que llegó al puesto n.º 100 a finales de 1966. The Ronettes había producido éxitos mucho más grandes como "Walking in the Rain" y "Do I Love You", pero la versión de esta canción pasó desapercibida, posiblemente porque para el momento en que la canción fue publicada, ya estaba fuera de moda. "I Can Hear Music" era prácticamente desconocida hasta que fue grabada por The Beach Boys. En ese momento, el conjunto se encontraba luchando contra problemas económicos, en gran parte porque su líder, Brian Wilson, se había retirado al igual que Spector. Por ello, The Beach Boys buscó material desconocido y más fresco, les pareció buena idea una canción con la calidad de Spector. Se puede considerar que The Beach Boys hicieron un trabajo mejor con la canción de The Ronettes, al poner un poco más de energía. Carl Wilson, quien había sido un vocalista subestimado ocupó un lugar excelente, interpretando una voz a un tono alto, The Beach Boys ayudaron a hacer la canción con su propia marca especial de armonías vocales. "I Can Hear Music" entró en el top 30, en un momento en que realmente necesitaban uno y, de hecho, sería su último top 40 durante más de cinco años.

### Sencillo
La versión de The Beach Boys tiene a Carl Wilson como líder vocal de la canción. El sencillo fue publicado el 24 de febrero de 1969, el lado B fue "All I Want to Do", canción escrita por Dennis Wilson y cantada por Mike Love. Alcanzó el puesto n.º 24 en los Estados Unidos, el puesto n.º 10 en el Reino Unido y el puesto n.º 11 en Nueva Zelanda.
Con Brian Wilson, cada vez más lejos de la producción de canciones para la banda, por problemas de adicciones con las drogas, su hermano menor, Carl Wilson, tuvo que tomar el papel de Brian en la banda como productor y líder. 
En 1996, The Beach Boys realizaron una nueva versión de esta canción, con la solista contemporánea Kathy Troccoli en la voz principal, y los otros "Beach Boys" en el coro. El sencillo de esta versión alcanzó el puesto n.º 16 en Adult Contemporary Charts.

### Publicaciones
"I Can Hear Music"  fue incluida en el compilado Spirit of America de 1975, en el compilado inglés 20 Golden Greats de 1976, en Sunshine Dream de 1982, en el álbum doble Made in U.S.A. de 1986, la nueva versión con Kathy Troccoli fue incluida en Stars and Stripes, Vol. 1 de 1996, en el exitoso box set Good Vibrations: Thirty Years of The Beach Boys de 1993, The Greatest Hits - Volume 2: 20 More Good Vibrations de 1999, en el compilado The Very Best of The Beach Boys de 2001, en el exitoso compilado de 2003 Sounds of Summer: The Very Best of The Beach Boys (el cual llegó al doble platino) y en el box Platinum Collection: Sounds of Summer Edition de 2005.

## Versión por Freddie Mercury
Paralelamente, antes de la salida del primer álbum de Queen (llamado precisamente Queen), Freddie Mercury publicó un sencillo en solitario bajo el alias de Larry Lurex, pero con los miembros de Queen como soporte. El sencillo era "I Can Hear Music"/"Going Back". Pero el corte no tuvo éxito alguno.
La canción se compiló en Lover of Life, Singer of Songs — The Very Best of Freddie Mercury Solo, un álbum de conmemoración por el fallecimiento del artista. Este álbum salió a la venta el 24 de noviembre de 2006, conmemorando el décimo sexto aniversario de su muerte. Esta canción también apareció en el álbum The Solo Collection,  en el apartado de “The Singles 1973-1985” el cual compila todos los sencillos de 1973 hasta 1985.  
Entre los cuales se encuentran: "Love Kills" compuesta para Metropolis, "Stop all the Fighting" y "Made in Heaven" y nuevamente publicado en el álbum Messenger of the Gods: The Singles publicado el 2 de septiembre de 2016, coincidiendo con el casi cumpleaños número 70 del artista. 